# Clásico Ciclístico Banfoandes
Die Clásico Ciclístico Banfoandes ist ein ehemaliges venezolanisches Straßenradrennen. Die kleine Rundfahrt führte in rund zehn Etappen durch das Land. Erstmals wurde sie 1990 als Amateurrennen ausgetragen und fand seit 2002 jährlich statt. Das Rennen war von 2005 bis 2008 Teil der UCI America Tour und hatte die Kategorie 2.2.

## Sieger
| - 2008 José Serpa - 2007 Sergio Henao - 2006 Hernán Buenahora - 2005 José Rujano - 2004 Carlos Alberto Maya Lizcano - 2003 Carlos Alberto Maya Lizcano - 2002 Julio César Rangel Melo - 2001 Libardo Niño - 2000 Nicht bekannt - 1995–1999 Keine Austragung - 1994 Alvaro Lozano Moncada - 1993 Alvaro Lozano Moncada - 1992 Omar Enrique Pumar - 1991 Nestor Barrera - 1990 Nestor González |